# Ferdinand Gabaj
Ferdinand Gabaj (17. prosince 1908, Liptovská Porúbka – 12. července 1974, Bratislava) byl slovenský prozaik, překladatel a učitel.

## Životopis
Pocházel z rolnické rodiny a vzdělání získával v Liptovské Porúbke, Liptovském Hrádku, Liptovském Mikuláši a na učitelském ústavu ve Spišské Nové Vsi. Celý život působil jako učitel, nejprve v Smrečanech, pak v letech 1930-1931 v Ladzanech, v letech 1931-1933 v dnešním Sliači, v letech 1933-1934 v Dunajské Stredě a nakonec od roku 1934 až do roku 1969, kdy odešel do důchodu, učil v Bratislavě.

## Tvorba
První básnické i prozaické pokusy začal uveřejňovat v roce 1926 v časopisech Svojeť, Nový rod a Slovenské hlasy, knižně debutoval v roce 1934 sbírkou povídek Katka a Kata. Psal zejména romány z vesnického prostředí a rodinné kroniky, které svým humorem připomínaly díla Martina Kukučína. Zvláštní skupinu děl tvoří knihy pro rodiče a vychovatele, které jsou vzpomínkami a zápisky dlouholetého učitele, díky kterým se snaží pomoci pochopit dětskou duši. Kromě tvorby pro dospělé se věnoval i tvorbě pro děti a mládež. První povídky uveřejňoval v časopisech Mladý život a Prameň. Věnoval se zejména tématům ze současného života dětí, vykresluje jejich optimismus, ale i rozpornost a složitost dětského světa. Jeho pohádky jsou plné bizarních nápadů, fantazie, vtipu, hravosti a humoru. Kromě vlastní tvorby také překládal z polské, maďarské a české literatury. 

## Dílo

### Tvorba pro dospělé
- 1934 – Katka a Kata, sbírka povídek, Literárna družina Postup
- 1936 – Spod šindľovej strechy, kniha novel, Eos
- 1937 – Otec Timotej, román
- 1940 – Brmbolčekovci, román, Nové Slovensko
- 1941 – Eva, kniha novel, podtitul: Novely o ženách
- 1942 – Každý po svém, román, Tranoscius, podtitul: Román dedinčanov v mestě
- 1948 – Suchý plač, psychologický román, Družba
- 1950 – Začíname žiť, Oráč
- 1953 – Ryžiari, Slovenský spisovateľ

### Knihy pro rodiče a vychovatele
- 1946 – Na prahu života, Europa
- 1952 – Moji piataci, Slovenský spisovateľ
- 1954 – Prváci, z učitelova zápisníku, Slovenský spisovateľ

### Tvorba pro děti a mládež
- 1936 – Z chlapčeka vojak, román, Matica slovenská
- 1937 – Guľka a Jamka, pohádka, Matica slovenská
- 1938 – Kolobežka, povídky
- 1939 – Hrk a Frk, pohádky o zvířátkách
- 1940 – Jarabáč
- 1942 – Hrk a Frk a Cirkus Hopsasa
- 1948 – Družstevný abecedár, román
- 1956 – Z kapitánovho zápisníka, podtitul: Príhody detí v Slovenskom národnom povstaní, Slovenské nakladateľstvo detskej knihy, ilustrace Ferdinand Hložník
- 1958 – Maturantka Eva, román, – 1966, Slovenský spisovateľ, ilustroval Emil Sedlák, – 1970, Mladé letá, ilustroval Stanislav Dusík
- 1963 – Rozprávky o prvákoch, příběhy ze školního a domácího prostředí, Mladé letá, ilustrovala Naděžda Bláhová

### Ostatní díla
- 1939 – Guľka a Jamka hľadajú radosť, převedení pohádek na divadelní hru
- 1944 – libreto k opeře Ladislava Holoubka Túžba
- 1963 – Literárna výchova. Učebnica pre 9. ročník základnej deväťročnej školy (autoři: Laurent Horečný, Ferdinand Gabaj, Elena Kopečná)